# 부르키나파소

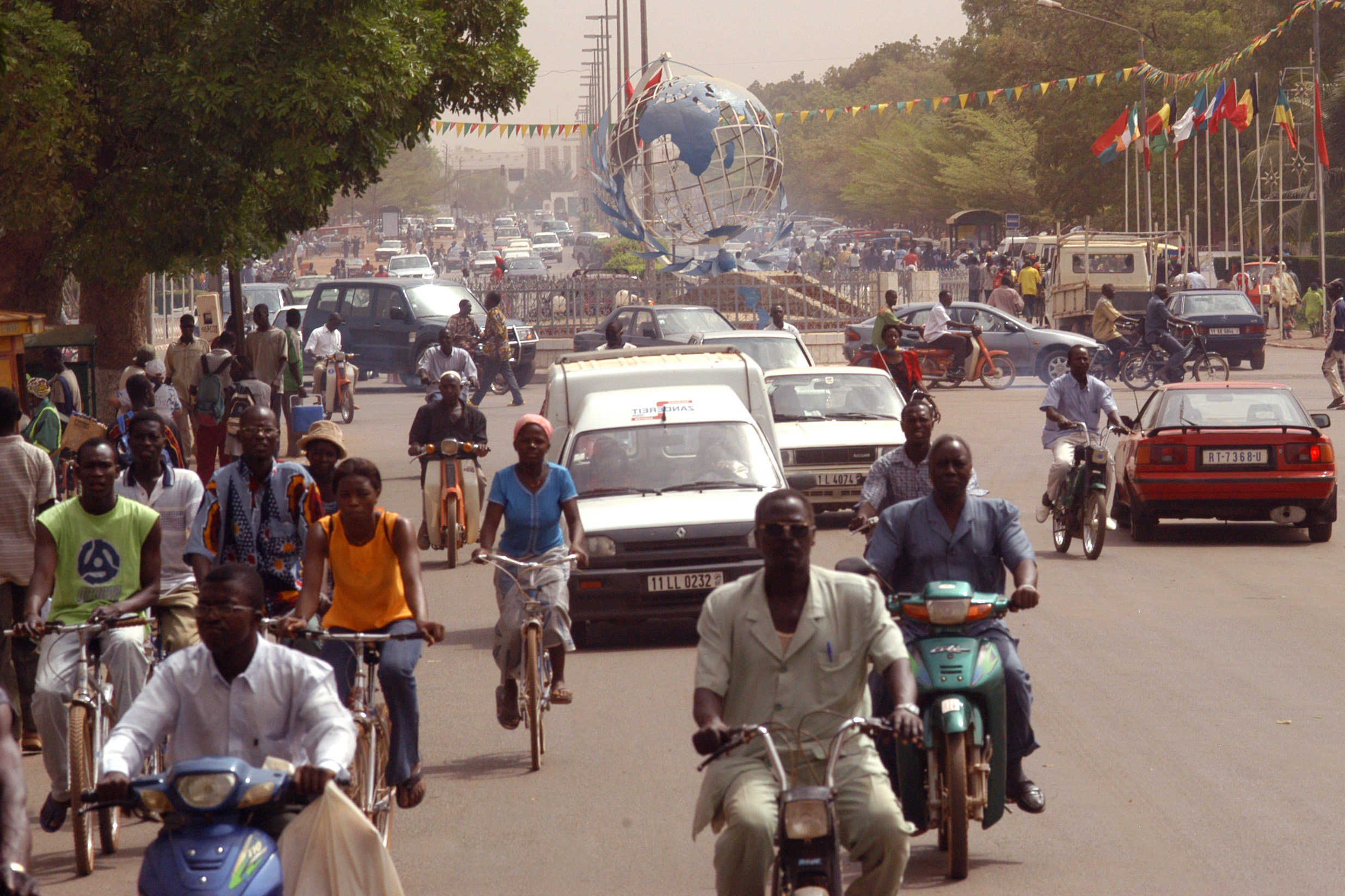

부르키나파소(프랑스어: Burkina Faso 뷔르키나파소[*], 문화어: 부르끼나파쏘)는 아프리카에 있는 공화국이며 수도는 와가두구이다. 독립 당시의 이름은 오트볼타 공화국(프랑스어: République de Haute-Volta 레퓌블리크 드 오트볼타[*])였으나, 1984년부터 부르키나파소라는 국명으로 바뀌었다. 부르키나파소는 정직한 사람들의 나라라는 의미를 담고 있다. 볼타강 상류 유역의 고원과 산지의 나라이다. 북부는 스텝성, 남부는 열대 사바나성 기후이다. 모시인의 제국이 19세기 말에 프랑스 보호령이 되었다가 1960년 8월 오트볼타 공화국으로 독립하였다. 1987년, 독립 후 여섯 번째의 쿠데타를 성공한 콩파오레는 국가원수에 취임하고 신내각을 구성했다. 주민은 모시족이 반수를 차지하고 나머지가 보보·로비·만데 등의 여러 부족이다. 공용어는 모레어(Mooré), 비사어(Bissa), 줄라어(Dyula), 풀라어(Fula) 이고 종교는 회교도 64%, 기독교도 26% 외에 부족 종교를 믿는다. 원래 프랑스어가 공용어였지만 쿠데타 이후 실무 언어로 지위가 낮아지고, 영어도 실무 언어에 추가되었다.

## 역사

### 초기 역사
부르키나파소는 기원전 12000년과 5000년 사이 북서쪽 지역에 수렵채집가들에 의해 인구가 형성되었고, 깎는도구, 끌과 화살촉 같은 도구들이 1973년에 발견되었다. 정착은 기원전 3600년과 2600년 사이 농부들과 함께 나타났다. 농부의 건물 흔적에 기반한, 정착이 영구적인 상태로 나타난다. 철, 도자기, 연마된 돌의 이용은 기원전 1500년과 1000년 사이에 발달되었으며, 영적인 문제를 가진 선취 뿐만 아니라 매장 유물을 통해 볼 수 있다.
도곤족의 유물이 부르키나파소의 북쪽과 북서쪽 지역에서 발견되었다. 도곤족은 15세기와 16세기 사이 반디아가라 벼랑에 정착하기 위해 그 곳을 떠났었다. 다른 장소에서는, 높은 벽의 유물이 (코트디부아르에서 뿐만 아니라 부르키나파소의 남서쪽에 제한되었지만, 유물을 쌓아 올렸던 도곤족은 규정되지 않은 상태이다. 15세기와 16세기 동안, 부르키나파소는 송하이 제국에 중요한 경제적인 지역이어서 부르키나파소는 아프리카의 가장 중요한 나라중 하나이다.

### 식민에서 독립까지
영국과 프랑스 사이 10년간의 대항과 경쟁 뒤에, 와가두구의 모시인 제국은 프랑스 식민지 군대에 패배했으며 1896년에 프랑스 보호령이 되었다. 강력한 지배자 사모리 투레의 힘에 반하여 고립되어 상황을 복잡하게 했던 동쪽과 서쪽 지역은 1897년 프랑스에 점령되었다. 1898년까지, 오늘날 부르키나파소에 상응하는 영토의 대부분이 표면상 정복되었으나, 많은 부분의 지배가 불확실한 상태로 남았다. 1898년 6월 14일의 프랑스와 영국은 식민지 쟁탈전을 끝내고, 양국의 식민지 사이 국경선을 그었다. 프랑스 쪽에서, 지역 사회와 정치 세력을 정복하기 위한 전쟁이 대략 5년 동안 지속되었다. 1904년, 프랑스령 서아프리카 신민제국 재편의 일환으로 볼타강 분지가 바마코를 수도로한 상 세네갈·니제르 식민지에 합병되었다.
1958년 오트볼타 공화국이라는 이름의 자치 식민지가 되었고 1960년 8월 5일 프랑스로부터 독립하여 모리스 야메오고(Maurice Yaméogo)가 초대 대통령으로 취임한다. 하지만 이후에도 극심한 가난과 혼란 속에서 지내야 했다.

### 독립 이후
1966년 군사 쿠데타로 야메오고 대통령이 물러나고, 상굴레 라미자나(Sangoulé Lamizana) 대령이 군부 지도자로서 정권을 장악한다. 1978년 라미자나는 대선을 통해 대통령에 취임하지만 1980년 11월 수도경비사령관인 대령 사예 제르보(Saye Zerbo)가 쿠데타를 일으켜 라미자나 대통령을 축출하고 정권을 장악한다. 1982년 11월 장바티스트 우에드라고가 쿠테타를 일으키고 대통령이 된다.

### 토마스 상카라
1983년 8월 개혁성향의 총리였던 토마 상카라(Thomas Sankara)와 그의 동료인 블레즈 콩파오레(Blaise Compaoré)는 프랑스 식민 잔재 청산을 명분으로 군사쿠테타를 일으킨다. 오트볼타의 5대 대통령으로 취임한 토마스 상카라는 자신이 구상하고 있었던 개혁정책을 펼친다. 행정을 재편하고 과중한 인두세 폐지, 과감한 토지 재분배정책 등 사회주의적 경제정책을 펼친다. 일부다처제를 금지하고 할례 의식을 금지하는 등 사회개혁도 진행하였다. 1984년 8월 상카라 대통령은 국명을 부르키나파소(정직한 사람들의 땅)로 변경하고 국기와 국가를 새로 제정한다. 그의 집권 4년만에 부르키나파소는 농업생산량이 2배 넘게 증가하고 식량을 자급자족할 수 있는 국가가 된다. 이러한 개혁정책의 이면에는 노동조합을 금지하거나 언론을 탄압하는 등의 권위주의적 통치가 포함되어있기도 했다.

### 블레즈 콩파오레
1987년 10월 15일 상카라의 동료였던 블레즈 콩파오레는 미국의 지원을 업고 군사쿠테타를 일으켜 상카라를 배신하고 그를 살해하고 대통령에 오른다. 앙리 총고, 국방장관 장 밥티스테 링가이와 삼두정을 펼치지만 이들 둘은 1989년 9월 정부전복기도를 음모한 혐의로 체포되어 처형된다. 콩파오레는 상카라의 사회주의적 개혁정책들을 중단하고 권위주의적 통치를 더욱 강화하고 부르키나파소를 다시 나락으로 떨어뜨렸다. 그는 반대파를 탄압하며 1991년, 1998년, 2005년, 2010년의 선거에서 승리하여 4선 대통령을 지냈으나 2014년 10월 31일 5선 연임을 반대하는 시위에 이은 군사쿠테타로 실각했다. 정부가 전복된 이후 장군 오노에 트라오레가 임시정부 수반에 오르고 중령 아이작 지다가 대통령에 오르자 다시 민간에 정권을 위임하라는 압력이 거세졌고 외무장관 출신 미셸 카판도를 대통령으로 내세우지만 아이작 지다가 총리에 올라 실질적인 군정이라는 비판을 듣는다. 2015년 9월 17일 블레즈 콩파오레의 동료였던 질베르 디앵데레가 쿠테타를 통해 국가 최고 지도자에 올랐으나 엿새만에 물러나고 임시정부에 정권을 돌려준다.
2015년 11월 29일 대통령 선거에서 전 총리인 로크 마르크 크리스티앙 카보레(Roch Marc Christian Kaboré)가 당선되었으나 오랜 독재와 빈부격차로 인해 연이은 테러와 시위로 몸살을 앓고 있다.
2022년 부르키나파소 쿠데타 이후 군사정권이 집권했고 프랑스와의 관계가 소원해졌다. 사헬지역 쿠데타 벨트 국가와 관계를 강화했고 사헬 국가 연합을 결성했으며  모레어(Mooré), 비사어(Bissa), 줄라어(Dyula), 풀라어(Fula) 를 공용어로 지정하고 프랑스어는 영어와 함께 실무 언어가 되었다.

## 지리
부르키나파소는 두 개 종류의 지리적 특성으로 나눠볼 수 있다. 대개는 기복이 많이 심하지 않고 듬성듬성 언덕이 솟아 있는 편이다. 대개는 선캄브리아 대의 지층이며 남서쪽에는 사암질의 지층을 이루는데 가장 높은 봉우리인 테나코루(Ténakourou)가 해발 749 m로 솟아 있다.
평균 해발 고도는 400m로 가장 높은 곳과 낮은 곳의 차이가 600m 이내이다. 따라서 지역적 지리가 특별하게 나타나는 곳은 드물다. 평면상의 지형은 중앙아프리카 공화국과 약간 닮았다.

### 수로
1년 내내 물이 흐르는 강으로는 무운 강(Mouhoun)이 유일한데, 남서쪽으로 코모에 강(Comoé)과 함께 흘러간다. 나이저 강 퇴적분지가 전체 국토의 27%를 차지하는데 여러 강줄기는 산발적으로 생겼다가 사라지는 편이어서 1년 중 4~6개월 정도만 존재한다.
호수도 많이 있다. 가장 주요한 호수로는 팅그렐라(Tingrela) 호수, 밤뎀 호수(Bam and Dem) 등이 있다. 호수라고 하기에는 못에 불과한 곳도 더러 존재하지만 북부 지방에서는 물부족이 빈번하게 사회 문제로 떠오른다.

## 기후
부르키나파소는 전체적으로 열대기후이지만 두 개의 기간으로 구분된다. 600~900mm 정도의 강우가 내리는 우기와 건기가 해당되는데 우기는 4개월 정도로 5월, 6월에서 9월까지 이어지며 북쪽일수록 강우량이 적다.

### 사헬지대
사헬 지대는 일년에 600mm 미만의 강우량이 오며 온도는 5–47°C의  심한 온도 차이가 있다. 사헬 지대는 부르키나파소의 국경 끝부분까지 뻗쳐있다.

### 수단-사헬 지대
위도 11°3'~ 13°5'에 해당되는 지역으로서 강우와 온도에 따라 기후 변화가 나타난다. 사헬지대는 수단의 비옥한 농토까지 뻗히는데 이 두 특성이 결합돼서 나타나는 지역이다.

### 수단-기니 지대
남쪽으로 더 내려가면 이 지대가 나타나며 900mm 이상의 강우가 내리며 상대적으로 온도가 낮아 서늘하다.

## 인구와 주민
주민은 모시족이 약 50%이고, 10%의 페울족이 거주한다. 그 외 그룬시족, 보보족, 로비족, 만데족, 풀라니족, 그밖에 다른 인종을 포함한 60 인종 이상으로 구성된다.

## 언어
헌법 35조에 “공식어는 프랑스어다. 법률은 국민어의 증진 및 공식화의 준비를 한다.”고 규정했다. 2006년 인구조사에 따르면 총인구 14,017,262명에서 문자해독자는 2,653,807명으로 나타났다. 복수응답을 포함하여 해독 언어를 보면 프랑스어가 96.25%, 모레어(모시어)가 1.59%, 아랍어가 0.93%, 영어가 0.02%인 것으로 나타났다. 특히 프랑스어만 해독하는 경우는 2,549,943명으로 96.086%였다. 프랑스어는 유일한 공식어이면서 유일한 교육어다. 이 나라는 프랑스어사용국기구인 프랑코포니의 정회원국이다.
2022년 부르키나파소 쿠데타 이후 군사정권이 집권했고 프랑스와의 관계가 소원해졌다. 사헬지역 쿠데타 벨트 국가와 관계를 강화했고 사헬 국가 연합을 결성했으며 국민어 4개인 모레어(Mooré), 비사어(Bissa), 줄라어(Dyula), 풀라어(Fula) 를 공용어로 지정하고 프랑스어는 영어와 함께 실무 언어가 되었다.

## 종교
2006년 인구조사에 따르면 이슬람교가 60.53%, 크리스트교가 23.18%-구교가 19.00%-, 정령신앙이 15.34%, 기타 종교가 0.57%, 무종교가 0.38%였다. 1960년에는 정령신앙이 68.7%였던 것을 고려하면, 독립이후 급격한 이슬람화가 진행되었다는 것을 알 수 있다. 이상은 국립통계인구소가 발간한 2006년 인구조사 결과다.

## 경제
1996-2005년 기간 동안 연평균 5.0%의 경제 성장을 기록하였다.
부르키나파소는 아프리카에서도 생활수준이 가장 낮은 나라의 하나로, 농업 및 축산업이 주산업이다. 조의 생산량은 전 세계에서 니제르, 말리에 이어 6위이고, 옥수수는 10위를 차지하고 있다(2002년). 면화·땅콩 등을 수출하고 있다. 수입품은 기계류·자동차·석유제품 등이다. 지하자원으로는 약간의 금이 산출되고 있고, 품질 높은 망간광(鑛)의 개발이 계획되고 있다.

## 행정 구역
부르키나파소는 13개 주로 구성되어 있으며 이들 주는 45개 현으로 나뉜다.

## 외교 관계
부르키나파소는 유럽 연합, 아프리카, 아시아 국가들과 좋은 관계를 유지하고 있다. 부르키나파소는 2008년 4월 24일, 코소보를 승인하였다. 더불어, 부르키나파소는 코소보와의 강력한 연대를 구축하는데 대한 관심을 강조하였다.
대한민국과는 1962년 오트볼타 시절에 수교하였으며, 국호를 부르키나파소로 변경한 이후에도 외교관계를 유지하고 있다. 주코트디부아르 대사관이 겸임하고 있으며, 양국간 의료기술, 무역협정을 체결하였다. 조선민주주의인민공화국과도 오트볼타 시절에 수교하였으며, 국호가 바뀐 후에도 외교 관계를 유지하고 있다.